# Leichtathletik-Weltmeisterschaften 2015/Teilnehmer (Tadschikistan)
| Gelbes Symbol für Goldmedaillen mit stilisierten Olympischen Ringen | Graues Symbol für Silbermedaillen mit stilisierten Olympischen Ringen | Braundes Symbol für Bronzemedaillen mit stilisierten Olympischen Ringen |
| ------------------------------------------------------------------- | --------------------------------------------------------------------- | ----------------------------------------------------------------------- |
| —                                                                   | 1                                                                     | —                                                                       |

Der Leichtathletikverband Tadschikistans nominierte zwei Athleten für die Leichtathletik-Weltmeisterschaften 2015 in der chinesischen Hauptstadt Peking.

## Medaillen
Mit einer gewonnenen Silbermedaille belegte das Team Tadschikistans Rang 25 im Medaillenspiegel.

### Medaillengewinner

#### Silber
- Dilshod Nazarov: Hammerwurf

## Ergebnisse

### Männer

#### Sprung/Wurf
| Athlet          | Disziplin  | Qualifikation | Qualifikation | Finale     | Finale |
| Athlet          | Disziplin  | Weite/Höhe    | Platz         | Weite/Höhe | Platz  |
| --------------- | ---------- | ------------- | ------------- | ---------- | ------ |
| Dilshod Nazarov | Hammerwurf | 75,56 m       | 7             | 78,55 m    | Silber |

### Frauen

#### Laufdisziplinen
| Athletin             | Disziplin | Vorlauf | Vorlauf | Halbfinale         | Halbfinale         | Finale             | Finale             |
| Athletin             | Disziplin | Zeit    | Platz   | Zeit               | Platz              | Zeit               | Platz              |
| -------------------- | --------- | ------- | ------- | ------------------ | ------------------ | ------------------ | ------------------ |
| Kristina Pronschenko | 200 m     | 25,77 s | 49      | nicht qualifiziert | nicht qualifiziert | nicht qualifiziert | nicht qualifiziert |